# تالبوت تاگورا
تالبوت تاگورا (به انگلیسی: Talbot Tagora) یک خودرو تشریفاتی بود که توسط کرایسلر یوروپ طراحی شد و توسط پی‌اس‌ای تولید شده‌است. تاگورا پس از آنکه پی‌اس‌ای عملیات اروپایی کرایسلر را در سال ۱۹۷۹ به دست گرفت، تحت عنوان لوگوی تالبوت به بازار عرضه شد. پی‌اس‌ای اولین خودروی تولید را در ۱۹۸۰ ارائه کرد و در سال ۱۹۸۱ آن را به بازار عرضه کرد. تاگورا از انتظارات فروش کم شد، که فقط یک سال پس از راه اندازی آن به عنوان «فلوپ نمایشگاه» توصیف شد، و پی‌اس‌ای دو سال بعد این مدل را لغو کرد. کمتر از ۲۰٫۰۰۰ مدل تاگورا ساخته شده‌است، همه آنها در کارخانه سابق سیمکا در پوآسی، در نزدیکی پاریس، فرانسه بودند.

## توسعه
کرایسلر اروپا توسعه تاگورا را در سال ۱۹۷۶ و تحت نام کد پایه سی۹ با هدف جایگزینی سری‌های ناموفق کرایسلر ۱۸۰ آغاز کرد. با رعایت همان الگوی توسعه همانند مدلهای کرایسلر هوریزون و سیمکا ۱۳۰۷، مسئولیت توسعه فنی تاگورا در فرانسه باقی ماند، در حالی که این استایل در مرکز طراحی کرایسلر در انگلستان ابداع شد. یک پیشنهاد اولیه برای نامگذاری این خودرو سیمکا ۲۰۰۰ بود.

### طراحی
نمونه اولیه سی۹ یک مدل مدرن سالن بود که کمربند ایمنی کمتری داشت و ابعاد داخلی بزرگی نسبت به تاگورا ساخته شده بود. تیم طراحی انگلیس در ابتدا برخی از ویژگی‌های سبک را با الهام از سیتروئن اس‌ام پیشنهاد دادند، از جمله یک پانل شیشه ای جلوی چراغهای جلو برای قرار دادن شماره پلاک، جستجوی چرخهای جلویی و اسپات‌های عقب. با این حال، مدیریت کرایسلر در ایالات متحده این ویژگی‌ها را بیش از حد عجیب قلمداد می‌کرد، بنابراین طراحی سی۹ معمولی تر شد: چرخ‌های جلو و عقب به شکل مربع خاموش شدند و اسپات‌ها گم شدند و پلاک در جلوی سپر جلوی آن قرار گرفت. مانند بیشتر اتومبیل‌ها برای برقراری تعادل بهتر در شباهت بلند، خط کمربندی بلندتر شد. در طول توسعه، سی۹ همچنین چراغهای عمودی خود را به نفع افقی‌های شیک تر از دست داد.

### معضل موتور
رقبای اصلی در بازار خودروهای اجرایی موتورهای بزرگتر از بزرگترین موتور ۲٬۰ لیتری درون‌سوز را که توسط کرایسلر اروپا استفاده می‌شد، عرضه می‌کردند و عموماً یک موتور شش سیلندر مورد استفاده قرار می‌گرفت. در نتیجه، این شرکت مجبور بود موتور جدیدی را برای تاگورا پیدا کند. یک نامزد موتور شش سیلندر خطی بود که توسط میتسوبیشی ساخته شده بود، اما برای یک خودرو با این کلاس نامناسب بود. پیشنهاد دیگر موتور پی‌آروی، توسعه مشترک پی‌اس‌ای، رنو و ولوو بود. از آنجا که تاگورا با مدل‌های پی‌اس‌ای که از پی‌آروی استفاده می‌کرد، مستقیماً رقابت می‌کرد، بعید به نظر می‌رسید که کرایسلر قادر به تهیه آن موتور باشد.

### پیش‌بینی فروش

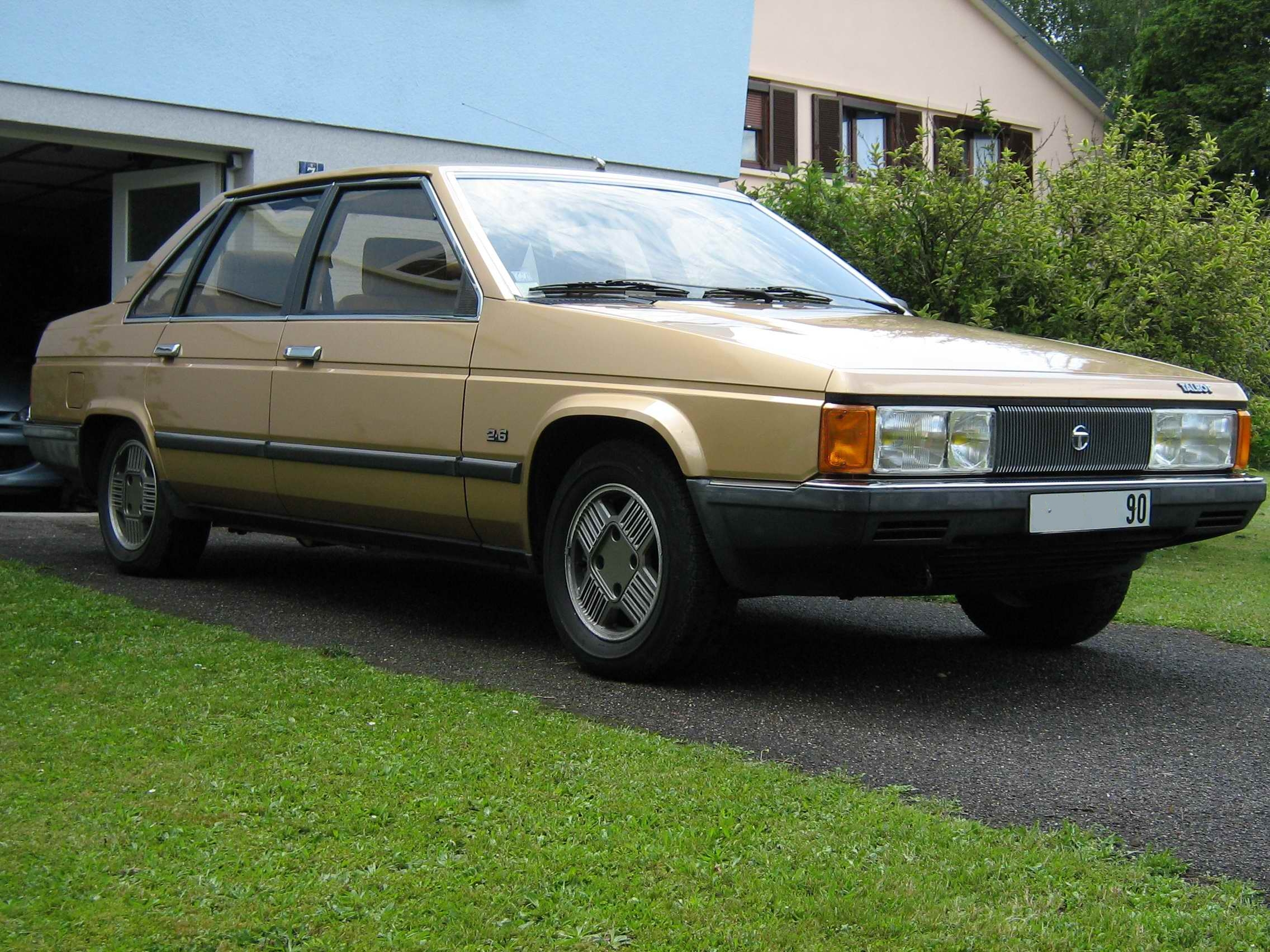
تاگورا اس‌ایکس نمونه فول آپشن تاگورا، با موتور ۲٫۶ لیتری و رینگ آلیاژی.

شرکت کرایسلر توسعه این مدل را با فرض اینکه کرایسلر اروپا ۶۰٬۰۰۰ مدل سی۹ در سال فروخت، تصویب کرد که به سهم پیش‌بینی شده ۵ درصد از بازار خودروهای اجرایی تبدیل شده‌است. به نظر می‌رسید این برآورد قابل دستیابی باشد زیرا کرایسلر در کل سهم بازار ۷ درصدی در اروپا داشت. فروش پیش‌بینی شده هزینه‌های ابزارسازی اتومبیل را تحت پوشش خود قرار می‌داد و هزینه‌های توسعه به‌طور جداگانه به عنوان بخشی از بودجه سالانه مستقل در نظر گرفته می‌شود.

### تصاحب پی‌اس‌ای
در طول توسعه سی۹، مدیریت شرکت کرایسلر که مورد تهدید به ورشکستگی قرار گرفت تصمیم گرفت که خود را از عملیات اروپایی با بدهی خود منحرف کند. خریدار فرانسوی پی‌اس‌ای بود که در سال ۱۹۷۶ پس از تصرف پژو، سیتروئن تشکیل شد. این قرارداد در سال ۱۹۷۸ نهایی شد، که در آن خریدار ۱٬۰۰ دلار برای کل کرایسلر اروپا و تعهدات آن پرداخت کرد. این تصرف از ۱ ژانویه ۱۹۷۹ مؤثر بود.
در حالی که پروژه سی۹ به خوبی پیشرفت کرده بود، پی‌اس‌ای قبلاً در بخش وسایل نقلیه بزرگ از جمله مشهور سیتروئن سی‌ایکس، فروش آهسته پژو ۶۰۴ و تازه راه اندازی شده پژو ۵۰۵ حضور داشت. اما با سرمایه‌گذاری‌های زیادی که در این پروژه انجام شده‌است، پی‌اس‌ای تصمیم گرفت تا پیشرفت سی۹ را پیش ببرد و تکمیل کند، البته با اصلاحاتی که امکان استفاده از قطعات مشترک با سایر مدل‌های پی‌اس‌ای را فراهم کند.

## عمر کوتاه در بازار
پس از تغییر نام مدل‌های کرایسلر اروپا به مارک تالبوت، سی۹ با تعمید تالبوت تاگورا و اولین دسته از اتومبیل‌ها در سال ۱۹۸۰ از کارخانه سابق سیمکا در پوسی خارج شد. در همان سال، پی‌اس‌ای تاگورا را در سالن اتومبیل در پاریس ارائه داد. پس از نمایش دست نشانده این مدل به مطبوعات در مراکش در مارس ۱۹۸۱، این خودرو در آوریل در فرانسه و در ماه مه در انگلستان به فروش رفت. تبلیغاتی در بیلبوردهای انگلیس به «تالبوت تاگورا جدید» افتخارآفرینی کرد. تجمل و تجدید تعریف مجدد.
قیمت تاگورا با مدل‌های رده بالا پژو ۵۰۵ و پایین سیتروئن سی‌ایکس همخوانی داشت، در حالی که در زیر پژو ۶۰۴ شکاف می‌خورد. قیمت آن نیز با رنو ۲۰/۳۰ و فورد گرانادا قابل مقایسه بود. تعداد تاگورا در آلمان ۲۰٬۰۰۰ تا ۳۰٬۰۰۰ عدد بود. در طی پانزده ماه اول وجود ماشین، در سال ۱۹۸۰ تا ۱۹۸۱، ۱۶۱۶۹ عدد تالبوت تاگورا صرفاً تولید شد. که تنها یک چهارم از پیش‌بینی‌های اولیه کرایسلر بود. فروش حتی برای این سطح تولید ناکافی بود و حجم آن در سال ۱۹۸۲ بیش از ۸۰ درصد کاهش یافته‌است. در سال ۱۹۸۳، آمار فروش باعث شد پی‌اس‌ای این مدل را به کلی لغو کند. با قطع شدن تاگورا، فقط در حدود ۲۰٬۰۰۰ ساخته شده بود. در مقایسه، بیش از ۱۱۶٬۰۰۰ دستگاه پژو ۵۰۵ و ۷۴۰۰۰ سیتروئن سی‌ایکس تنها در سال ۱۹۸۱ ساخته شده‌اند.
در دسامبر سال ۲۰۱۰، کلاسیک‌های عملی گزارش داد که ۹۹٫۰۹ درصد از کل تاگوراهای ثبت شده در انگلستان دیگر در جاده‌ها نیستند. آخرین تاگورا ثبت شده در انگلیس در جاده، از سال ۲۰۱۶ در سورن (اعلامیه خارج از جاده) اعلام شده‌است.

## پیشرانه‌ها و مدل‌ها

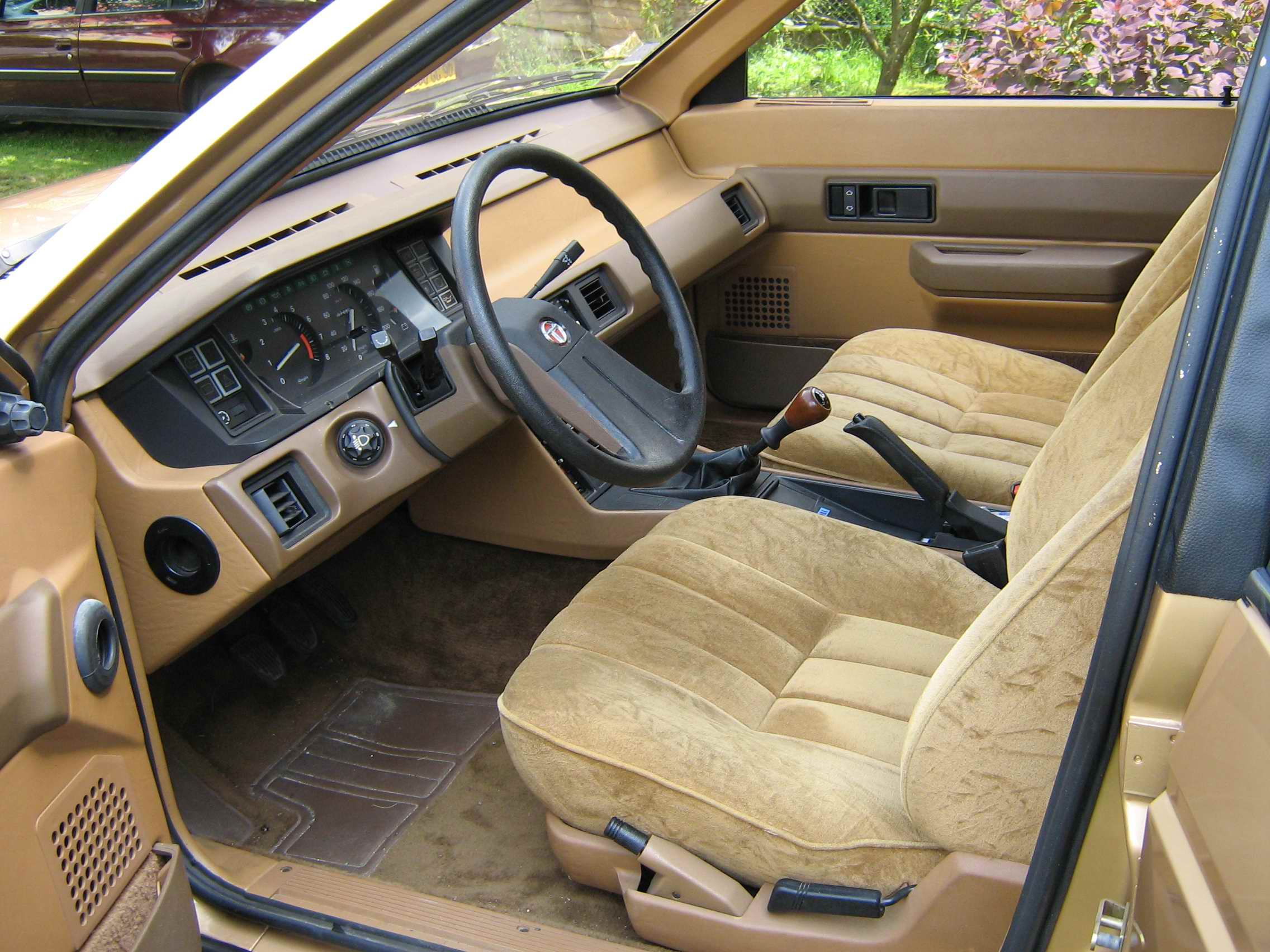
نمای داخلی تاگورا اس‌ایکس ۲٫۶ لیتری

در مورد موتورهای چهار سیلندر سه انتخاب موتور وجود داشت که از جعبه‌دنده‌های دستی چهار یا پنج سرعته یا یک جعبه‌دنده خودکار سه سرعته سفارشی استفاده می‌کردند.
مدلها در دسترس بودند:
- ۲٫۱ لیتری (۲۱۵۵ سی‌سی) تیپ ۱۸۰ OHC I4, دو بشکه، ۱۱۵ اسب‌بخار، ۱۸۴ نیوتن‌متر.

موتور پایه نسخه ای از قدیمی تر سیمکا تیپ ۱۸۰ ۲٫۰ لیتری با افزایش جابجایی بود، همان‌طور که در ماترا مورنا نیز نشان داده شده‌است. این ربطی به موتورهای ۲٫۲ لیتری آمریکایی کرایسلر K یا پی‌اس‌ای دوورین ندارد. سطح تریم موجود جی‌ال و جی‌ال‌اس مشخص شد. جی‌ال تنها مدلی بود که از جعبه‌دنده دستی چهار سرعته بهره می‌برد و فرماندهی نیرو را به عنوان گزینه ای بر خلاف استاندارد ارائه می‌داد. این نخستین بار برای سال مدل ۱۹۸۳ کنار گذاشته شد.
- ۲٫۳ لیتری (۲۳۰۴ سی‌سی) XD2S OHV توربوشارژ I4, ۱۷۳ (۱۳۹ پوند نیرو - فوت), ۱۸۸ نیوتن‌متر.

این موتور توربو پیشرفته پژو در درجه اول در پژو ۵۰۵ و ۶۰۴ مورد استفاده قرار می‌گرفت. نسخه دیزلی از تاگورا دی‌تی مشخص شد. ۲٫۷ لیتری (۲۶۶۴ سی‌سی) آرپی‌وی اواچ‌سی شش سیلندر، دو بشکه سه تایی وبر کاربورتورها، ۱۶۶ پوند (نیرو - فوت), ۲۳۴ پوند (نیرو - فوت).
مدل ۶ سیلندر، که در واقع نشان ۲٫۶ لیتری بود، در بالاترین سطح تر و تمیز اس‌ایکس قرار گرفت، دارای اضافی بود اما با گیربکس اتوماتیک در دسترس نبود. موتور آرپی‌وی بکار رفته در تاگورا با موتور مورد استفاده در خودروهای پژو معاصر متفاوت است زیرا در مجهز به کاربلورترهای وبر سه قلو وبر به جای تزریق سوخت قرار گرفته‌است، و در نتیجه امتیاز بیشتری به دست می‌دهد. این امر آن را به قدرتمندترین اتومبیل فرانسوی زمان خود تبدیل کرد. با این وجود، فقط نسخه ۱۰۸۳ سی‌سی مدل شش سیلندری تاگورا ساخته شده‌است.

### تاگورا پرسیدنس
تاگورا پرسیدنس یک خودروی مفهومی بود که توسط سبک سانی آتری در استودیو طراحی تالبوت در ویتلی، کاونتری طراحی شده بود.
این ایده برای ایجاد علاقه به استفاده از تاگوراهای سطح بالا به عنوان راننده لیموزین توسط کاربرانی چون مدیران تجاری و مقامات دولتی ایجاد شده‌است. در اصل با ارزش ۲۵٬۰۰۰ پوند، اکنون در یک موزه اتومبیل در پویسی اقامت دارد.

## دلایل شکست تجاری

### وضعیت بازار و تصویر

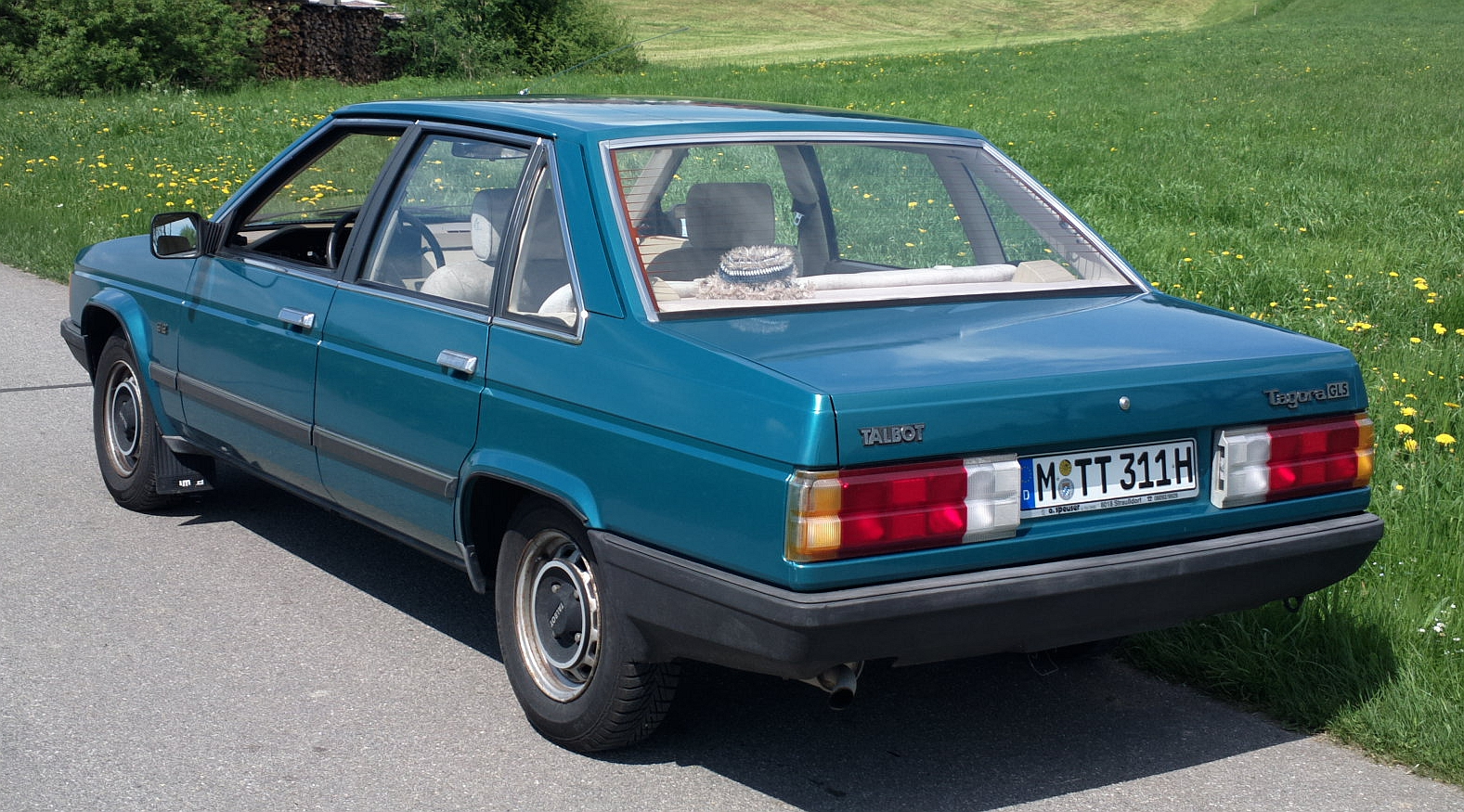
نمای عقب تالبوت تاگورا ۱۹۸۱ جی‌ال‌اس ۲٫۲ لیتری

از نظر مهندسی، تاگورا هیچ نقص عمده ای نداشته‌است (به جز تهویه ضعیف کابین). با این حال، بحران انرژی ۱۹۷۹ ضربه ای به بازار خودروی اروپا وارد کرد: بخش بزرگی از اتومبیل به‌طور قابل توجهی منعقد شد و پیش‌بینی‌های فروش اولیه کرایسلر را غیر واقعی دانست.
تاگورا سرانجام تحت نام تجاری تالبوت راه اندازی شد، که در بازار مستقر نشده بود و شجره نامه ای اشتباه گرفته می‌شد، این اتومبیل را با ضرر فوری در بازار اتومبیل‌های اجرایی قرار می‌داد که تحت تسلط ارائه‌های خوبی همچون فورد گرانادا بود. از نظر مارتین باکلی، تالبوت اتومبیل را به‌طور مؤثر تبلیغ نمی‌کرد بنابراین «مردم از ماشین نمی‌دانستند».